# 2815 Soma
2815 Soma eller 1982 RL är en asteroid i huvudbältet som upptäcktes den 15 september 1982 av den amerikanske astronomen Edward L.G. Bowell vid Anderson Mesa Station. Den är uppkallad efter Somakuben.
Asteroiden har en diameter på ungefär 6 kilometer och den tillhör asteroidgruppen Flora.